# カノムモーゲーン
カノムモーゲーン （タイ語: ขนมหม้อแกง  、発音 [kʰānǒm mɔ̂ː kɛ̄ːŋ] ）はタイ王国の伝統的な菓子である。卵カスタードやカスタードプリンと類似している。ココナッツミルク、鶏卵またはアヒルの卵、パームシュガー、白砂糖、塩、エシャロット、油を主たる材料とし、  さまざまなバリエーションが存在する。普通使用されるでんぷんの種類はサトイモから作られたものであるが、殻付き緑豆やハスの実、サツマイモなど、その他のでんぷんが使用されることもある。 

## 歴史
アユタヤ王朝時代に活躍した高官の妻であった日系人のターオ・トーンキープマーがタイに伝えたポルトガルの菓子を起源とする。カレーパフ、トーンヨート、トーンイップ、 フォーイトン、カノムピンなどは全てトーンキープマーによってタイにもたらされたポルトガルの菓子を起源としており、カノムモーゲーンもそのような菓子のうちの一つであると言える。これらの菓子は、ナーラーイ王とその娘スーダワディー王女に振舞われた。カノムモーゲーンは、真ちゅう製の鍋でナーラーイ王に提供された。 